# 山内俊輝
山内 俊輝（やまうち としき、1993年6月12日 - ）は、ディビシオン・デ・オノール・デ・ラグビーFCバルセロナに所属するラグビーユニオン選手。

## プロフィール
- 山口県宇部市出身。
- ポジションはウィング(WTB)。
- 身長 184cm、体重 93kg
- ニックネームはまうち、ケニー。
- U17日本代表候補に選ばれたことがある[2]。
- 7人制日本代表に選ばれたことがある[3]。

## 略歴
高校からラグビーを始めた。
2012年、宇部高校卒業後、筑波大学に入る。
2013年、ユニバーシアードの7人制日本代表に選ばれた。
2016年、筑波大学卒業後、リコーブラックラムズに加入。
2017年1月8日に行われたジャパンラグビートップリーグ第14節の宗像サニックスブルース戦にて先発出場で公式戦初出場を果たす。
2020年、スペイン人女性と結婚。
2021年、FCバルセロナに加入。